# Victor Gerson
Pour les articles homonymes, voir Gerson.
Victor Gerson (1er août 1896, Southport, Royaume-Uni - 14 avril 1983, Neuilly-sur-Seine, France) fut, pendant la Seconde Guerre mondiale, un agent secret britannique du Special Operations Executive qui organisa en France une ligne d'évasion, appelée ligne VIC, grâce à laquelle de nombreuses personnes purent rejoindre Londres en toute sécurité, grâce à ensemble de règles de fonctionnement qu'il faisait respecter strictement. Son réseau fut pénétré trois fois par la Gestapo (juin 1943, octobre 1943, janvier 1944), mais malgré les arrestations subies, les groupes purent poursuivre l'activité. Lui-même fut arrêté dans le train entre Paris et Lyon : sa couverture ayant été jugée convaincante, il fut rapidement relâché.

## Biographie

### Premières années
Victor Gerson, fils d'un marchand de tissus, naît le 1er août 1896 à Southport, Lancashire.
En 1914, à la déclaration de guerre, il rejoint l'armée britannique et est envoyé sur le front ouest, en France.
En 1916, il est promu corporal et participe à la bataille de la Somme.
Il se marie avec Marcelle Nahoum en 1928 et a un fils, qui est tué dans un accident de moto en 1948. Il divorce avant la guerre, et se remarie avec Giliana Balmaceda. Après la guerre, il revient en France et poursuit son activité de négociant en tapis à Paris. Il divorce et se remarie une troisième fois.

### Pendant la guerre
Le 18 juin 1940, à la signature de l'armistice, le couple s'échappe en Angleterre.
En mai 1941, Giliana est la première femme à être envoyée en France occupée. Elle se rend à Vichy, et recueille une foule de renseignements et de documents administratifs en usage dans la France occupée, tels que des cartes de rationnement, qui pourront être reproduits à Londres pour être utilisés par les agents en mission clandestine en France.
Première mission.
Dans la nuit du 6 au 7 septembre 1941, après plusieurs tentatives début août reportées en raison du mauvais temps, il est parachuté d’un bombardier Whitley, avec cinq autres agents (Benjamin Cowburn « Benoît », George Langelaan « Marcel », Jean du Puy « Camille », Michael Trotobas « Michel », André Bloch « Georges IX »), à Tendu, au nord d’Argenton-sur-Creuse. Le comité de réception comprend : Georges Bégué, Max Hymans et Auguste Chantraine, le maire de Tendu. Ils atterrissent près de la ferme Le Cerisier d'Auguste Chantraine. Il se rend à Lyon et à Marseille, où il évalue les possibilités d'organiser des réseaux subversifs dans les villes.
En octobre, il manque d'être arrêté à la Villa des Bois à Marseille, comme le sont plusieurs de ses camarades (voir les arrestations). Heureusement, il se méfie de la voix qui lui a donné rendez-vous par téléphone, ne s'y rend pas et quitte rapidement la France.
Il retourne à Londres avec l'aide du groupe Martín du Josep Rovira i Canals,, et y rend compte de ses conclusions sur la volonté des Français de résister à l'occupation allemande.
Deuxième mission.
Gerson est renvoyé sur le terrain pour mettre sur pied une filière d'évasion sûre.
Dans la nuit du 20 au 21 avril 1942, amené par un sous-marin britannique P42 (Unbroken) en même temps que l'opérateur radio Marcel Clech « Bastien », il accoste à Miramar, près de Cannes, avec l'aide de Peter Churchill « Michel, ».
Gerson et Clech montent à Lyon, et y rencontrent Virginia Hall. Victor Gerson, depuis Lyon où il s'installe, met sur pied progressivement le réseau d'évasion vers l'Espagne que dirige Lazare Rachline en son absence, avec Georges Levin, et Thérèse Mitrani, à Lyon ; René Feraggi, à Marseille ; Jacques Mitterrand, à Paris; Josep Rovira i Canals à Perpignan. Il s'assure de la complicité du général Pepo, à Montpellier.
Il confie à Lazare Rachline (Lucien Rachet) le soin de préparer l'exfiltration des onze agents de la section F (ils s'évaderont de Mauzac le 16 juillet 1942 et rentreront tous en Angleterre).
Dans la nuit du 19 au 20 août 1943, il rentre par avion en Angleterre.
Troisième mission.
Dans la nuit du 14 au 15 septembre 1943, il revient en France par avion.

### Après la guerre
Après la libération, Gerson retourne à Paris, où il reprend son activité de négociant en tapis.

## Identités
- État civil : Haim Victor Gerson
- Comme agent du SOE, section F :
  - Nom de guerre (field name) : « René »
  - Nom de code opérationnel : VIC
  - Papiers d’identité : [à préciser]
  - Pseudo : Vic

Parcours militaire :
- British army : corporal (WW1)
- SOE, section F ; grade : lieutenant, puis major

## Famille
- Premier mariage : Marcelle Nahoum 1928
- Deuxième mariage : Giliana Balmaceda avant 1940
- Troisième mariage : Yvonne Morin 1948
- Fils : Edward, dit Teddy, né en 1930, mort en 1948 à Paris d'un accident de moto

## Règles de fonctionnement
Victor Gerson imposait des règles de fonctionnement strictes au sein de sa ligne d'évasion VIC :
- Les membres ne sont connus et désignés que par des pseudonymes.
- Les domiciles des membres réguliers du réseau restent toujours secrets.
- Les nouveaux membres de l'organisation abandonnent toutes leurs activités clandestines antérieures.
- Tout membre régulier coupe le contact avec sa famille et quitte la maison où il vivait avant d'entrer dans le réseau.
- Il est interdit de porter des papiers ou des notes qui donnent les noms ou les adresses des contacts.
- Les messages verbaux entre l'informateur et l'organisateur par l'intermédiaire des courriers sont en langage voilé, que les courriers ne peuvent pas comprendre.
- Quand un message ne peut pas être en langage voilé ou que le courrier ne peut pas se le rappeler, il est écrit sur du papier tissu fin, inséré dans une cigarette ou porté de façon qu'il puisse être facilement mangé ou jeté.
- Les mots de passe sont déclinés, au mot près, sinon ils ne sont pas acceptés.
- Dans les maisons sûres, les « corps » n'ont pas la permission de sortir, quels que soient le moment ou les circonstances (sauf quand il est temps de quitter les lieux).
- Les membres ne doivent jamais se rendre dans une maison sûre sans avoir préalablement vérifié la sécurité de la maison par téléphone.

## Reconnaissance

### Distinctions
Victor Gerson a reçu les distinctions suivantes :
- Royaume-Uni : membre de l'Ordre de l'Empire britannique (OBE), Ordre du Service distingué (DSO).
- France : Chevalier de la Légion d'honneur

### Monument
- Tendu (Indre) : une stèle commémore le parachutage clandestin du 6 septembre 1941. Lieu-dit Les Cerisiers.